# مرعناز
مرعناز قرية سوريّة تتبع إداريّاً لمحافظة حلب منطقة أعزاز ناحية مركز أعزاز، بلغ تعداد سكانها 959
حسب التعداد السكاني لعام 2004.
تقع مرعناز جنوب مدينة اعزاز يبلغ تعداد سكانها 2025 حوالي 2500 نسمة ما يقارب 80% منهم تركمان وهم عائلة عكاش وتتفرع عن العائلة عدة عائلات مثل العنتابي - ملا عمر - جاويش 
كما يسكنها عدة عائلات منهم حمدو وشيخو والحديدي وعيسى وعماري واسماعيل والظبي 
القرية مدمرة بشكل 90% 
رئيس المجلس المحلي للقرية المحامي حسين حسن عكاش 
انتفضت القرية ضد نظام بشار اسد الساقط في بداية الثورة في آذار 2011 وقاموا بقطع الطريق الدولي حلب غازي عنتاب